# Мустер, Томас
То́мас Му́стер (нем. Thomas Muster, 2 октября 1967, Лайбниц, Австрия) — австрийский теннисист, бывшая первая ракетка мира, победитель Открытого чемпионата Франции 1995 года.

## Достижения
Профессионал с 1985 года. Выиграл 44 турнира (в т. ч. один турнир Большого шлема и 8 турниров серии Мастерс) в одиночном и один турнир в парном разряде. По количеству побед в одиночном разряде Мустер занимает 11-е место в истории АТП.
Победил в 44 финалах турниров АТП из 54, в которых участвовал (в т. ч. 8 из 10 финалов турниров серии Мастерс).
Лучшие результаты в турнирах «Большого шлема»:
- Чемпион Открытого чемпионата Франции (1995) в одиночном разряде.
- Полуфиналист Открытого чемпионата Австралии по теннису (1989, 1997) в одиночном разряде.
- Четвертьфиналист Открытого чемпионата США (1993, 1994, 1996) в одиночном разряде.

В 1995 году он установил рекорд по количеству выигранных турниров АТП в сезоне — 12 побед. Только в 2006 году Роджер Федерер превзошёл это достижение. Первая ракетка мира с 12 февраля 1996 года, сохранял титул (с перерывами) в течение шести недель. Мустер стал первой ракеткой в возрасте 28 лет, это один из самых возрастных теннисистов, впервые становившихся первой ракеткой.

## Спортивная карьера

### Первые годы
Свои первые матчи в турнирах Гран-при Томас Мустер провёл в 1984 году, когда ему ещё не исполнилось 17 лет. Первый свой турнир он сыграл в Кицбюэле, у себя на родине в Австрии, и там же добился своей первой победы, обыграв американца Джеффа Боровяка. Затем он принял участие в показательном Олимпийском турнире в Лос-Анджелесе, где возраст участников был ограничен двадцатью годами, и во втором круге уступил французу Ги Форже.
В феврале 1985 года в Лагосе 17-летний Мустер дошёл до своего первого финала профессионального турнира (класса Challenger), затем до финала Открытого чемпионата Франции среди юношей, а в сентябре в Палермо - до первого в карьере полуфинала турнира Гран-при, после чего вошёл в число ста лучших теннисистов мира среди взрослых. В октябре Мустер выиграл свой первый «челленджер» в Белу-Оризонти (Бразилия), в ноябре в Вене дошёл до полуфинала в паре с Рональдом Аженором, победив во втором круге одну из именитейших пар в мире, Хайнца Гюнтхардта и Балажа Тароци, а в конце того же года стал финалистом престижного юниорского турнира Orange Bowl. Уже на этом этапе стало ясно, что корты с грунтовым покрытием являются для него наиболее удобными.
В июле 1986 года Мустер провёл первые матчи за сборную Австрии в Кубке Дэвиса, нанеся два поражения соперникам из Румынии в одиночном разряде и проиграв парный матч, а сразу после этого завоевал свой первый титул на турнире Гран-при, победив в Хилверсюме Якоба Хласека. В четвертьфинале этого турнира он одержал первую победу над теннисистом из первой двадцатки рейтинга, Милославом Мечиржем. К концу года он уже входил в число 50 сильнейших теннисистов мира.
В 1987 году Мустер дошёл до третьего круга на Открытом чемпионате Франции и на Открытом чемпионате США. Помимо этого, его лучшим достижением был полуфинал в Вене. На следующий год он добился своих лучших результатов в парном разряде: начав сезон на 355 месте в рейтинге, он закончил его в сотне сильнейших после участия в финалах двух турниров Гран-при, один из которых, в Бари, он выиграл с итальянцем Клаудио Панаттой. Успехи в одиночном разряде были ещё более внушительными. Мустер выиграл турнир Гран-при в Бостоне, победив в четвертьфинале Андре Агасси, шестую ракетку мира, потом в Бордо, в Праге и в Бари. Перед победой в Бари Мустер дошёл до финала в Барселоне, после чего занял место в двадцатке сильнейших в рейтинге. До конца года он дошёл также до финала в Вене.
1989 год Мустер начал с выхода в полуфинал Открытого чемпионата Австралии, победив в четвертьфинале олимпийского призёра и пятую ракетку мира Стефана Эдберга и проиграв затем Ивану Лендлу, второму в мире. В матче Кубка Дэвиса против сборной Австралии он нанёс поражение Пэту Кэшу. Однако в марте произошло событие, казалось, прервавшее его карьеру в самом начале.

### Возвращение
| Рейтинг в конце года           | Рейтинг в конце года | Рейтинг в конце года | Рейтинг в конце года | Рейтинг в конце года |
| ------------------------------ | -------------------- | -------------------- | -------------------- | -------------------- |
| 1985                           |                      |                      | 98                   |                      |
| 1986                           |                      |                      | 47                   |                      |
| 1987                           |                      |                      | 56                   |                      |
| 1988                           |                      |                      | 16                   |                      |
| 1989                           |                      |                      | 21                   |                      |
| 1990                           |                      |                      | 7                    |                      |
| 1991                           |                      |                      | 35                   |                      |
| 1992                           |                      |                      | 18                   |                      |
| 1993                           |                      |                      | 9                    |                      |
| 1994                           |                      |                      | 16                   |                      |
| 1995                           |                      |                      | 3                    |                      |
| 1996                           |                      |                      | 5                    |                      |
| 1997                           |                      |                      | 9                    |                      |
| 1998                           |                      |                      | 25                   |                      |
| 1999                           |                      |                      | 193                  |                      |
| источник: Рейтинг на сайте АТР |                      |                      |                      |                      |

В марте 1989 года 22-летний Мустер одержал победу над Яником Ноа в полуфинале турнира в Ки-Бискейне и должен был встретиться в финале с Лендлом, первой ракеткой мира. Однако вечером, гуляя по городу, Мустер попал под грузовик. В Вене ему была сделана срочная операция по восстановлению раздробленного колена, и уже через полгода он снова появился на корте в рамках профессионального турнира. Для скорейшего восстановления Мустера, говорившего, что живёт ради тенниса, было сконструировано специальное кресло, позволявшее держать больную ногу в горизонтальном положении. В этом кресле он вернулся к тренировкам буквально сразу же после операции, отдавая им по несколько часов в день. Уже в октябре в Вене ему удалось дойти до полуфинала, победив в том числе Андерса Яррида. В силу особенностей начисления рейтинговых очков Мустер уже после травмы в начале апреля впервые в карьере вошёл в первую десятку рейтинга, а к маю, не выступая уже больше месяца, поднялся до шестого места.
Начиная с января 1990 года Мустер уже выступал в прежнюю силу. В Аделаиде (Австралия) он выиграл свой первый турнир за год. Потом последовали победа в Касабланке, финал в Монте-Карло на турнире высшей категории новообразованного АТР-тура, и победа на Открытом чемпионате Италии, также относившемся к этой категории. В полуфинале турнира в Риме он победил седьмую ракетку мира Андреса Гомеса. После этого изнурительного матча, выигранного Мустером на тай-брейке после трёх отыгранных матч-болов, Гомес намекал в частных разговорах, что, ожидая новую встречу с австрийцем на Открытом чемпионате Франции, специально не играл в полную силу. И действительно, их пути снова пересеклись в полуфинале Открытого чемпионата Франции, где Мустер, уже вернувшийся в десятку сильнейших, на сей раз уступил Гомесу. На Открытом чемпионате США австриец дошёл до четвёртого круга, где его остановил Пит Сампрас. В конце года Мустер принял участие в обоих итоговых турнирах года, по версии ATP и по версии ITF, но в обоих его вывели из борьбы уже на ранних этапах. В Кубке Дэвиса он выиграл для сборной все шесть своих матчей в одиночном разряде, в том числе в первом круге у Серхи Бругеры и Эмилио Санчеса, а в полуфинале, который австрийцы проиграли американцам со счётом 2-3, у Майкла Чанга и Андре Агасси.
1991 год Мустер начал неудачно, проиграв уже в первых своих матчах в шести турнирах подряд. С седьмого места в рейтинге он опустился до 64-го, а после поражения в первом круге на Ролан Гаррос выбыл из первой сотни. Сразу после этого, однако, он выиграл турнир во Флоренции и дошёл до полуфинала в Генуе. В сентябре в Женеве он завоевал свой второй титул за сезон и закончил год в числе 50 сильнейших. В 1992 году, после ряда невыразительных выступлений, он победил на турнире в Монте-Карло, взяв верх в том числе и над Ги Форже, седьмым в мире на тот момент. Позже он второй год подряд победил во Флоренции, а в Штутгарте обыграл в третьем круге восьмую ракетку мира Михаэля Штиха, но в полуфинале уступил Андрею Медведеву, занимавшему в рейтинге только сотое место. До конца года он довёл список своих титулов до трёх, выиграв турнир в Умаге. На грунтовых кортах Барселоны Мустер также принял участие в единственной в карьере, не считая показательного турнира в Лос-Анджелесе, Олимпиаде, но, будучи посеян под десятым номером, в первом же круге уступил Анри Леконту.

### Пик карьеры
За 1993 год Томас Мустер сыграл в финале девяти турниров и выиграл семь из них. Самыми удачными для него оказались выступления в Италии, где он победил во Флоренции, Генуе, Палермо и Сан-Марино. Помимо этого, он вышел в полуфинал крупных турниров в Монте-Карло и Барселоне и в четвертьфинал Открытого чемпионата США, где проиграл Александру Волкову; это достижение обеспечило ему участие в конце года в Кубке Большого шлема, где его сразу же вывел из борьбы Сампрас. В итоге Мустер закончил второй в карьере сезон в ранге игрока первой десятки.
1994 год Мустер начал с выхода в четвертьфинал Открытого чемпионата Австралии, где проиграл Эдбергу, на тот момент четвёртому в мире. После трёхлетнего перерыва он принял участие в играх Кубка Дэвиса, выиграв обе свои одиночные встречи в матче со сборной Германии, в том числе и у Михаэля Штиха, но австрийцы проиграли матч с общим счётом 2-3. Ближе к концу сезона он вышел в четвертьфинал на Открытом чемпионате США, победив по пути Серхи Бругеру, третью ракетку мира, но проиграв в итоге Андре Агасси, а потом помог сборной отстоять место в Мировой группе Кубка Дэвиса двумя победами против уругвайцев. Сезон, за который он выиграл три турнира, завершил третьим в карьере выступлением в Кубке Большого шлема, но опять не прошёл дальше первого круга, где на его пути на этот раз встал Агасси.
1995 год стал рекордным в карьере Мустера. За год он выиграл 12 турниров, в том числе Открытый чемпионат Франции и турниры высшей категории в Монте-Карло, Риме и Эссене, и ещё дважды сыграл в финале. Он выиграл сорок матчей подряд на грунтовых кортах, начиная с турнира в Мехико в феврале, и заканчивая Санкт-Пёльтеном (Австрия) во второй половине июня. Это была самая длинная серия побед на грунтовом покрытии с 1979 года, когда Бьорн Борг завершил свою трёхлетнюю серию из 44 побед; в настоящий момент это четвёртая в истории по продолжительности серия побед на грунтовых кортах после серий Рафаэля Надаля (81), Гильермо Виласа (53) и Борга. За полгода Мустер выиграл семь подряд грунтовых турниров. Всего за год он выиграл 65 матчей на грунте, проиграв только два. В целом за сезон он 11 раз побеждал соперников из первой десятки рейтинга, причём в Риме он одержал три таких победы подряд, а на Ролан Гаррос, в Монте-Карло и в Эссене по две. В конце года он снова принял участие в обоих итоговых турнирах, но, как обычно, на ковровом покрытии не блеснул и вылетел на ранних этапах.
1996 год Мустер начал с полуфинала в Дохе и четвёртого круга на Открытом чемпионате Австралии и к середине февраля поднялся наконец на первую строчку в рейтинге АТР. Вскоре потеряв первое место, он ещё раз вернулся на него после четвёртой подряд победы в Мехико, но к началу апреля снова уступил его Питу Сампрасу. В целом год сложился для него успешно, хотя и не так, как предыдущий: за сезон он победил в семи турнирах, в том числе в третий раз (и во второй раз подряд) в Монте-Карло и Риме, и дошёл до четвертьфинала на Открытом чемпионате США. В Чемпионате мира АТР он снова не сумел преодолеть групповой этап, выиграв только один матч у другого специалиста по грунтовым кортам Майкла Чанга. По итогам сезона он в четвёртый раз в карьере занял место в первой десятке рейтинга.
1997 год стал последним сезоном, в котором Мустер добивался значительных успехов. Австрийский теннисист во второй раз в карьере дошёл до полуфинала Открытого чемпионата Австралии (в четвертьфинале победив четвёртую ракетку мира Горана Иванишевича, а затем проиграв Сампрасу) и выиграл два турнира, в том числе в Ки-Бискейне - первый и последний в карьере турнир высшей категории на твёрдом покрытии. В августе он дошёл до финала ещё одного такого турнира в Цинциннати, а в конце сезона принял участие в третьем подряд чемпионате мира АТР, как обычно, вылетев в первом же круге. Он также в последний раз в карьере участвовал в матчах Кубка Дэвиса, принеся австрийцам одно очко против хорватов и два против Зимбабве (оба матча сборная Австрии в итоге проиграла). Этот сезон стал пятым в карьере Мустера и третьим подряд, который он закончил в десятке сильнейших; у коллег по первой десятке он выиграл за год три матча.

### Завершение карьеры
Первая половина 1998 года сложилась для Мустера умеренно удачно. Хотя он выбыл уже в первом круге Открытого чемпионата Австралии и не добился победы ни в одном турнире, он дошёл до финала в Оэйраше, полуфинала турнира высшей категории в Индиан-Уэллс, где победил первую ракетку мира Сампраса, и четвертьфинала на Ролан Гаррос. Помимо Сампраса, он победил ещё двоих представителей первой десятки, Евгения Кафельникова и Юнаса Бьоркмана. Во второй половине года его успехи были уже скромнее, и лучшим результатом стал полуфинал турнира на Майорке, но место в Top-50 ему удалось сохранить до конца сезона.
В начале 1999 года Мустер ещё дошёл до полуфинала в Сиднее, но в дальнейшем проиграл в первом или во втором круге в десяти турнирах подряд. После Открытого чемпионата Франции, который он начал на 47-м месте в рейтинге и из которого вылетел в первом же круге после поражения от эквадорца Николаса Лапентти, Мустер надолго зачехлил ракетку, хотя официально об уходе не заявлял.

### Возвращение в 2010 году
В июне 2010 года, после одиннадцатилетнего перерыва, 42-летний Мустер неожиданно снова вышел на корт, приняв предложение организаторов «челленджера» в Брауншвейге. С июня по октябрь он участвовал в шести «челленджерах», а также в турнире АТР в Вене, куда получил персональный допуск, но сумел выиграть только два матча за два года.
Oфициально принял решение завершить карьеру в октябре 2011 года после поражения в первом круге турнира в Вене от 18-летнего соотечественника Доминика Тима со счётом 2-6 3-6.

## Стиль игры
Сайт АТР называет Томаса Мустера, носившего прозвище «Мустерминатор», одним из самых атлетичных и выносливых теннисистов в истории тура.  На протяжении карьеры Мустер отдавал предпочтение грунтовым кортам, что хорошо видно как из его общей статистики (40 из его 44 титулов завоёваны на грунте), так и из результатов встреч с другими ведущими теннисистами, которых он чаще побеждал на грунте, проигрывая на других покрытиях.
Если на харде Мустер показывал весьма высокие результаты, то на траве Томас выступал крайне редко и неудачно: на Уимблдонском турнире австриец играл всего 4 раза за карьеру и каждый раз уступал в первом же круге.
Статистика личных встреч с другими теннисистами, бывшими первыми ракетками мира
| Соперник            | На грунте | На других покрытиях |
| ------------------- | --------- | ------------------- |
| Иван Лендл          | 1-0       | 0-4                 |
| Матс Виландер       | 0-1       | 0-1                 |
| Стефан Эдберг       | 0-4       | 0-6                 |
| Борис Беккер        | 1-0       | 0-2                 |
| Джим Курье          | 2-3       | 3-4                 |
| Пит Сампрас         | 0-1       | 2-8                 |
| Андре Агасси        | 3-1       | 1-4                 |
| Марсело Риос        | 3-1       | -                   |
| Карлос Мойя         | 3-2       | 1-2                 |
| Евгений Кафельников | 4-1       | -                   |
| Патрик Рафтер       | 0-2       | 0-1                 |
| Марат Сафин         | -         | 0-1                 |
| Густаво Куэртен     | 0-2       | 0-1                 |

## Финалы турниров Большого Шлема в одиночном разряде (1)
Победа (1)
| Год  | Турнир        | Соперник   | Счёт        |
| 1995 | Roland Garros | Майкл Чанг | 7-5 6-2 6-4 |

## Участие в финалах турниров за карьеру

### Одиночный разряд (55)

#### Победы (44)
| Легенда                                |
| -------------------------------------- |
| Большой шлем (1)                       |
| Мастерс / Чемпионат мира ATP (0)       |
| ATP Masters Series (8)                 |
| ATP Championship Series / ATP Gold (4) |
| ATP-тур (26)                           |
| Гран-при (5)                           |

| Покрытие   |
| ---------- |
| Хард (3)   |
| Трава (0)  |
| Грунт (40) |
| Ковёр (1)  |

| №   | Дата          | Турнир                                                      | Покрытие | Соперник в финале      | Счёт в финале            |
| --- | ------------- | ----------------------------------------------------------- | -------- | ---------------------- | ------------------------ |
| 1.  | 4 авг 1986    | Открытый чемпионат Нидерландов, Хилверсюм                   | Грунт    | Якоб Гласек            | 6-1, 6-3, 6-3            |
| 2.  | 11 июл 1988   | Чемпионат США среди профессионалов, Бостон                  | Грунт    | Лосон Данкан           | 6-2, 6-2                 |
| 3.  | 1 авг 1988    | Grand Prix Passing Shot, Бордо, Франция                     | Грунт    | Рональд Аженор         | 6-3, 6-3                 |
| 4.  | 15 авг 1988   | Открытый чемпионат Чехословакии, Прага                      | Грунт    | Гильермо Перес-Рольдан | 6-4, 5-7, 6-2            |
| 5.  | 26 сен 1988   | Бари, Италия                                                | Грунт    | Марсело Филиппини      | 2-6, 6-1, 7-5            |
| 6.  | 8 янв 1990    | Australian Men's Hardcourt Championships, Аделаида          | Хард     | Джимми Ариас           | 3-6, 6-2, 7-5            |
| 7.  | 12 мар 1990   | Касабланка, Марокко                                         | Грунт    | Гильермо Перес-Рольдан | 6-1, 6-76, 6-2           |
| 8.  | 21 мая 1990   | Открытый чемпионат Италии, Рим                              | Грунт    | Андрей Чесноков        | 6-1, 6-3, 6-1            |
| 9.  | 17 июн 1991   | Флоренция, Италия                                           | Грунт    | Хорст Скофф            | 6-2, 6-72, 6-4           |
| 10. | 16 сен 1991   | Женева, Швейцария                                           | Грунт    | Хорст Скофф            | 6-2, 6-4                 |
| 11. | 27 April 1992 | Monte-Carlo Open, Монако                                    | Грунт    | Аарон Крикстейн        | 6-3, 6-1, 6-3            |
| 12. | 15 июн 1992   | Флоренция, Италия (2)                                       | Грунт    | Ренцо Фурлан           | 6-3, 1-6, 6-1            |
| 13. | 31 авг 1992   | Открытый чемпионат Хорватии, Умаг                           | Грунт    | Франко Давин           | 6-1, 4-6, 6-4            |
| 14. | 1 мар 1993    | Abierto Mexicano Telcel, Мехико                             | Грунт    | Карлос Коста           | 6-2, 6-4                 |
| 15. | 14 июн 1993   | Флоренция, Италия (3)                                       | Грунт    | Хорди Бурильо          | 6-1, 7-5                 |
| 16. | 21 июн 1993   | Генуя, Италия (2)                                           | Грунт    | Магнус Густафссон      | 7-63, 6-4                |
| 17. | 9 авг 1993    | Открытый чемпионат Австрии, Кицбюэль                        | Грунт    | Хавьер Санчес          | 6-3, 7-5, 6-4            |
| 18. | 16 авг 1993   | Открытый чемпионат Сан-Марино                               | Грунт    | Ренцо Фурлан           | 7-5, 7-5                 |
| 19. | 30 авг 1993   | Открытый чемпионат Хорватии, Умаг (2)                       | Грунт    | Альберто Берасатеги    | 7-5, 3-6, 6-3            |
| 20. | 3 окт 1993    | Палермо, Италия                                             | Грунт    | Серхи Бругера          | 7-62, 7-5                |
| 21. | 28 фев 1994   | Abierto Mexicano Telcel, Мехико (2)                         | Грунт    | Роберто Жабали         | 6-3, 6-1                 |
| 22. | 2 мая 1994    | Гран-при Мадрида, Испания                                   | Грунт    | Серхи Бругера          | 6-2, 3-6, 6-4, 7-5       |
| 23. | 20 июн 1994   | Hypo Group Tennis International, Санкт-Пёльтен, Австрия (3) | Грунт    | Томас Карбонелл        | 4-6, 6-2, 6-4            |
| 24. | 6 мар 1995    | Abierto Mexicano Telcel, Мехико (3)                         | Грунт    | Фернандо Мелигени      | 7-64, 7-5                |
| 25. | 10 апр 1995   | Открытый чемпионат Эшторила, Оэйраш, Португалия             | Грунт    | Альберт Коста          | 6-4, 6-2                 |
| 26. | 17 апр 1995   | Open SEAT, Барселона, Испания                               | Грунт    | Магнус Ларссон         | 6-2, 6-1, 6-4            |
| 27. | 1 мая 1995    | Monte-Carlo Open (2)                                        | Грунт    | Борис Беккер           | 4-6, 5-7, 6-1, 7-66, 6-0 |
| 28. | 22 мая 1995   | Открытый чемпионат Италии, Рим (2)                          | Грунт    | Серхи Бругера          | 3-6, 7-65, 6-2, 6-3      |
| 29. | 12 июн 1995   | Открытый чемпионат Франции, Париж                           | Грунт    | Майкл Чанг             | 7-5, 6-2, 6-4            |
| 30. | 26 июн 1995   | Hypo Group Tennis International (4)                         | Грунт    | Богдан Улиграх         | 6-3, 3-6, 6-1            |
| 31. | 24 июл 1995   | Mercedes Cup, Штутгарт, Германия                            | Грунт    | Ян Апелль              | 6-2, 6-2                 |
| 32. | 14 авг 1995   | Открытый чемпионат Сан-Марино (2)                           | Грунт    | Андреа Гауденци        | 6-2, 6-0                 |
| 33. | 28 авг 1995   | Открытый чемпионат Хорватии, Умаг (3)                       | Грунт    | Карлос Коста           | 3-6, 7-65, 6-4           |
| 34. | 18 сен 1995   | Открытый чемпионат Румынии, Бухарест                        | Грунт    | Гильберт Шаллер        | 6-3, 6-4                 |
| 35. | 30 окт 1995   | Eurocard Open, Эссен, Германия                              | Ковёр    | Маливай Вашингтон      | 7-66, 2-6, 6-3, 6-4      |
| 36. | 11 мар 1996   | Abierto Mexicano Telcel, Мехико (4)                         | Грунт    | Иржи Новак             | 7-63, 6-2                |
| 37. | 15 апр 1996   | Открытый чемпионат Эшторила, Оэйраш (2)                     | Грунт    | Андреа Гауденци        | 7-64, 6-4                |
| 38. | 22 апр 1996   | Open SEAT, Барселона (2)                                    | Грунт    | Марсело Риос           | 6-3, 4-6, 6-4, 6-1       |
| 39. | 29 апр 1996   | Monte-Carlo Open (3)                                        | Грунт    | Альберт Коста          | 6-3, 5-7, 4-6, 6-3, 6-2  |
| 40. | 20 мая 1996   | Открытый чемпионат Италии, Рим (3)                          | Грунт    | Рихард Крайчек         | 6-2, 6-4, 3-6, 6-3       |
| 41. | 22 июл 1996   | Mercedes Cup, Штутгарт (2)                                  | Грунт    | Евгений Кафельников    | 6-2, 6-2, 6-4            |
| 42. | 16 сен 1996   | Богота, Колумбия                                            | Грунт    | Николас Лапентти       | 6-76, 6-2, 6-3           |
| 43. | 17 фев 1997   | Теннисный чемпионат Дубая, ОАЭ                              | Хард     | Горан Иванишевич       | 7-5, 7-63                |
| 44. | 31 мар 1997   | Lipton Championships, Майами, США                           | Хард     | Серхи Бругера          | 7-66, 6-3, 6-1           |

#### Поражения (11)
| №   | Дата        | Турнир                                          | Покрытие | Соперник в финале   | Счёт в финале            |
| --- | ----------- | ----------------------------------------------- | -------- | ------------------- | ------------------------ |
| 1.  | 19 сен 1988 | Trofeo Conde de Godó, Барселона, Испания        | Грунт    | Кент Карлссон       | 3-6, 3-6, 6-3, 1-6       |
| 2.  | 24 окт 1988 | CA-Tennis Trophy, Вена, Австрия                 | Ковёр    | Хорст Скофф         | 6-4, 3-6, 4-6, 2-6       |
| 3.  | 3 апр 1989  | Lipton Championships, Майами, США               | Хард     | Иван Лендл          | без игры                 |
| 4.  | 30 апр 1990 | Monte-Carlo Open, Монако                        | Грунт    | Андрей Чесноков     | 5-7, 3-6, 3-6            |
| 5.  | 7 мая 1990  | BMW Open, Мюнхен, Германия                      | Грунт    | Карел Новачек       | 4-6, 2-6                 |
| 6.  | 18 янв 1993 | NSW Open, Сидней, Австралия                     | Хард     | Пит Сампрас         | 6-77, 1-6                |
| 7.  | 25 окт 1993 | CA-Tennis Trophy, Вена (2)                      | Ковёр    | Горан Иванишевич    | 6-4, 4-6, 4-6, 6-73      |
| 8.  | 7 авг 1995  | Открытый чемпионат Австрии, Кицбюэль            | Грунт    | Альберт Коста       | 6-4, 4-6, 6-73, 6-2, 4-6 |
| 9.  | 23 окт 1995 | CA-Tennis Trophy, Вена (3)                      | Ковёр    | Филип Девулф        | 5-7, 2-6, 6-1, 5-7       |
| 10. | 11 авг 1997 | Great American Insurance, Цинциннати, США       | Хард     | Пит Сампрас         | 3-6, 4-6                 |
| 11. | 13 апр 1998 | Открытый чемпионат Эшторила, Оэйраш, Португалия | Грунт    | Альберто Берасатеги | 6-3, 1-6, 3-6            |

### Мужской парный разряд (2)
Победа (1)
| Дата        | Турнир       | Покрытие | Партнёр         | Соперники в финале                  | Счёт в финале |
| ----------- | ------------ | -------- | --------------- | ----------------------------------- | ------------- |
| 26 сен 1988 | Бари, Италия | Грунт    | Клаудио Панатта | Франческо Канчелотти Симоне Коломбо | 6-3, 6-1      |

Поражение (1)
| Дата        | Турнир                                 | Покрытие | Партнёр     | Соперники в финале          | Счёт в финале |
| ----------- | -------------------------------------- | -------- | ----------- | --------------------------- | ------------- |
| 15 авг 1988 | Открытый чемпионат Чехословакии, Прага | Грунт    | Хорст Скофф | Петр Корда Ярослав Навратил | 5-7, 6-7      |

## История участия в центральных турнирах в одиночном разряде
| Турнир                                             | 1985               | 1986               | 1987               | 1988               | 1989               | 1990 | 1991 | 1992 | 1993 | 1994 | 1995 | 1996 | 1997 | 1998 | 1999 | Итог   | В / П за карьеру |
| -------------------------------------------------- | ------------------ | ------------------ | ------------------ | ------------------ | ------------------ | ---- | ---- | ---- | ---- | ---- | ---- | ---- | ---- | ---- | ---- | ------ | ---------------- |
| Открытый чемпионат Австралии                       | НУ                 | НУ                 | НУ                 | 1К                 | 1/2                | 3К   | НУ   | 3К   | 2К   | 1/4  | 3К   | 4К   | 1/2  | 1К   | 1К   | 0 / 11 | 24-11            |
| Открытый чемпионат Франции                         | 1К                 | 2К                 | 3К                 | 3К                 | НУ                 | 1/2  | 1К   | 2К   | 4К   | 3К   | П    | 4К   | 3К   | 1/4  | 1К   | 1 / 14 | 32-13            |
| Уимблдонский турнир                                | НУ                 | НУ                 | 1К                 | НУ                 | НУ                 | НУ   | НУ   | 1К   | 1К   | 1К   | НУ   | НУ   | НУ   | НУ   | НУ   | 0 / 4  | 0-4              |
| Открытый чемпионат США                             | НУ                 | 1К                 | 3К                 | 1К                 | НУ                 | 4К   | НУ   | НУ   | 1/4  | 1/4  | 4К   | 1/4  | 1К   | 3К   | НУ   | 0 / 10 | 22-10            |
| Чемпионат мира ATP                                 | НУ                 | НУ                 | НУ                 | НУ                 | НУ                 | КТ   | НУ   | НУ   | НУ   | НУ   | КТ   | КТ   | КТ   | НУ   | НУ   | 0 / 4  | 2-8              |
| Олимпийские игры                                   | -                  | -                  | -                  | НУ                 | -                  | -    | -    | 1К   | -    | -    | -    | НУ   | -    | -    | -    | 0 / 1  | 0-1              |
| ATP Championship Series, Single Week / ATP Super 9 |                    |                    |                    |                    |                    |      |      |      |      |      |      |      |      |      |      |        |                  |
| Индиан-Уэллз                                       | Серия не учреждена | Серия не учреждена | Серия не учреждена | Серия не учреждена | Серия не учреждена | НУ   | 2К   | НУ   | 3К   | 1/4  | 1/4  | 2К   | 1/2  | 1/2  | 1К   | 0 / 8  | 14-8             |
| Майами                                             | Серия не учреждена | Серия не учреждена | Серия не учреждена | Серия не учреждена | Серия не учреждена | НУ   | НУ   | НУ   | 3К   | НУ   | НУ   | 2К   | П    | НУ   | НУ   | 1 / 3  | 7-2              |
| Монте-Карло                                        | Серия не учреждена | Серия не учреждена | Серия не учреждена | Серия не учреждена | Серия не учреждена | Ф    | 1К   | П    | 1/2  | 1/4  | П    | П    | 2К   | 1К   | 2К   | 3 / 10 | 29-7             |
| Открытый чемпионат Германии                        | Серия не учреждена | Серия не учреждена | Серия не учреждена | Серия не учреждена | Серия не учреждена | НУ   | 1К   | 2К   | 3К   | 3К   | НУ   | НУ   | 3К   | 1/4  | НУ   | 0 / 6  | 8-6              |
| Открытый чемпионат Италии                          | Серия не учреждена | Серия не учреждена | Серия не учреждена | Серия не учреждена | Серия не учреждена | П    | 3К   | 1К   | 2К   | 3К   | П    | П    | 2К   | 3К   | 1К   | 3 / 10 | 26-7             |
| Монреаль / Торонто                                 | Серия не учреждена | Серия не учреждена | Серия не учреждена | Серия не учреждена | Серия не учреждена | НУ   | НУ   | НУ   | НУ   | НУ   | НУ   | 2К   | 3К   | НУ   | НУ   | 0 / 2  | 1-2              |
| Цинциннати                                         | Серия не учреждена | Серия не учреждена | Серия не учреждена | Серия не учреждена | Серия не учреждена | НУ   | НУ   | НУ   | НУ   | 1К   | НУ   | 1/2  | Ф    | 2К   | НУ   | 0 / 4  | 8-4              |
| Стокгольм / Эссен / Штутгарт                       | Серия не учреждена | Серия не учреждена | Серия не учреждена | Серия не учреждена | Серия не учреждена | НУ   | НУ   | 3К   | НУ   | 2К   | П    | 2К   | 2К   | НУ   | НУ   | 1 / 5  | 6-4              |
| Париж                                              | Серия не учреждена | Серия не учреждена | Серия не учреждена | Серия не учреждена | Серия не учреждена | НУ   | НУ   | 1К   | НУ   | 2К   | 2К   | 2К   | 1/4  | НУ   | НУ   | 0 / 5  | 2-5              |